# Magdalena petiolaris
Magdalena petiolaris är en spindeldjursart som först beskrevs av Thewke 1967.  Magdalena petiolaris ingår i släktet Magdalena och familjen Tetranychidae. Inga underarter finns listade i Catalogue of Life.